# Киркби, София
София Киркби (англ. Sophia Kirkby; род. 14 июня 2001, North Elba, Нью-Йорк) — американская саночница. Призёр чемпионатов мира в двойках. Член сборной США по санному спорту. Призёр и победитель этапов Кубка мира.

## Биография
Киркби родилась в Рэй-Брук, штат Нью-Йорк и начала заниматься санным спортом в 8 лет в клубе «Adirondack Luge Club». Когда ей было 10 лет, она получила приглашение в юниорскую национальную сборную по санному спорту.
В 2020 году Киркби перешла в парный разряд и участвует в гонках вместе со своей напарницей Шевонной Форган. Киркби выступает в качестве разгоняющей. По итогам Кубка мира по санному спорту 2022/2023 года американская пара Форган и Киркби заняли пятое место в общем зачёте.
На чемпионате мира по санному спорту 2022 года, где соревнования в женских пара проводились впервые, Киркби и Форган завоевали бронзовую медаль.
На чемпионате мира по санному спорту 2024 года американская саночница стала серебряной медалисткой в командной эстафете и бронзовой в женском парном разряде. Во время соревнований в двойках американки установили рекорд старта 5,925 и рекорд трассы 42,334.